# Rowan Vine
Rowan Lewis Vine (Basingstoke, 21 settembre 1982) è un ex calciatore inglese, di ruolo attaccante.

## Carriera
Ha giocato più di 100 partite in Championship.